# Fernando Colunga
Fernando Colunga Olivares (* 3. března 1966) je mexický herec, známý zejména účinkováním v telenovelách.

## Kariéra
Světově se proslavil především účinkováním v hlavní mužské roli v telenovele Esmeralda, kde hrál postavu doktora José Armanda Peňareala. Herectví se aktivně věnuje od roku 1988 a dnes bývá považován za jednoho z nejlepších herců v dějinách telenovely jako filmového žánru.